# 馬伊達尼夫卡 (格洛比諾區)
49°26′56″N 33°40′27″E / 49.44889°N 33.67417°E
馬伊達尼夫卡（烏克蘭語：Майданівка），是烏克蘭中部的村莊，隸屬波爾塔瓦州的克雷門丘克區。該村處於霍羅爾河右岸，分別距離圖爾巴伊3公里和費多里夫卡5公里，面積0.86平方公里，海拔高度93米，2001年人口133。